# Cargo biônico
Na política brasileira, cargo biônico é aquele cujo titular foi investido mediante a ausência de sufrágio universal e cujo parâmetro para escolha era a sanção das autoridades de Brasília à época do Regime Militar de 1964 nas décadas de 1960, 1970 e 1980. Tal centralismo garantiu a continuidade do regime e impediu que os objetivos traçados pelos militares fossem alvo de sedições políticas. Na prática, as regiões sob o jugo de governadores e prefeitos biônicos possuíam autonomia reduzida visto que as decisões de relevo vinham do governo central, o que diminuía a influência das forças políticas locais.
O termo "biônico" foi popularizado no Brasil graças ao seriado O Homem de Seis Milhões de Dólares. Nele o coronel Steve Austin, interpretado pelo ator Lee Majors, recebeu implantes cibernéticos que salvaram-lhe a vida após um grave acidente e como compensação passou a trabalhar como agente especial do governo americano usando para isso suas capacidades ampliadas. Transposta para o mundo político, tal designação serviu para apontar quem ascendeu ao poder sem o desgaste de uma campanha eleitoral.
A partir de 1966 surgiram os governadores biônicos, prefeitos biônicos em certas categorias de municípios e até senadores biônicos. No caso dos senadores, o termo "biônico" derivou também do Pacote de Abril, de 1977, que alterou as regras para o pleito de 1978. Nele, cada estado escolheria um nome pela via indireta na renovação de dois terços das cadeiras mediante votação de um colégio eleitoral, o que deu à Aliança Renovadora Nacional (ARENA) 21 das 22 cadeiras em jogo impedindo a repetição da rotunda vitória do Movimento Democrático Brasileiro (MDB) em 1974. Na disputa pelas vinte e três vagas a serem preenchidas por voto direto os arenistas conquistaram quinze. No total o placar das eleições para a Câmara Alta do parlamento foi de trinta e seis a nove para o governo.

## Governador biônico
Após a queda do presidente João Goulart em 31 de março de 1964, as Forças Armadas, apoiadas por setores da sociedade civil, tomaram medidas institucionais capazes de assegurar seu controle e enfraquecer a resistência ao novo regime. Estas medidas levaram à deposição de sete dos vinte e dois governadores de estado eleitos eleitos em 1960, para cinco anos de mandato, ou 1962, para quatro anos, e cujos mandatos estavam em curso. Dentre os governadores depostos, estavam Miguel Arraes em Pernambuco, Badger da Silveira no Rio de Janeiro e a subida de Jarbas Passarinho ao governo do Pará nos primeiros dias do Regime Militar. Devido a essas mudanças e observando critérios como a data da investidura (4 de maio) e a quebra da linha sucessória (recebeu o governo das mãos do presidente da Assembleia Legislativa), o primeiro governador biônico do país foi o fluminense Paulo Torres, nomeado pelo regime militar.
Com os governos estaduais na mão de aliados ou simpatizantes dos militares, as eleições diretas renovaram o governo de dez estados em 3 de outubro de 1965 A vitória de adversários dos militares em Minas Gerais e na Guanabara, no entanto, levaram à decisão de que, a partir de 1966, os governadores seriam eleitos forma indireta, por meio do Ato Institucional Número Três, na prática apenas uma afirmação dos nomes anunciados por Brasília. Durante todo esse período o único governador pertencente ao MDB foi Chagas Freitas, que governou a Guanabara e a seguir o Rio de Janeiro.
Em 1981, Rondônia foi elevada ao patamar de estado, mas só elegeu seu primeiro governador, Jerônimo Santana, em 1986. Meses antes a Paraíba nomeou o último governador biônico do país, quando a Assembleia Legislativa elegeu o senador Milton Cabral em 1986 após a renúncia do governador e de seu vice-governador e após um mês de interinidade do presidente do Tribunal de Justiça.
Após a Constituição de 1988 todas as unidades federativas passaram a escolher seus governadores pelo voto direto graças a concessão de autonomia política ao Distrito Federal, a transformação do Amapá e de Roraima em estados e a incorporação de Fernando de Noronha a Pernambuco. Hoje a única hipótese para a existência de governadores biônicos é a criação de territórios federais, visto que estes são uma divisão administrativa da União. Tal definição, porém, não afasta as discussões sobre a natureza dos governadores que ascendem ao poder mediante decisões do Tribunal Superior Eleitoral ao cassar os eleitos por voto direto após a ocorrência de ilícitos no processo eleitoral, empossando a seguir o candidato de maior votação dentre os remanescentes em lugar de promover uma nova eleição direta.

### Lista de governadores do Regime Militar
Embora o termo de "governadores biônicos" seja usado na lista a seguir, houve eleição direta nos estados cujos nomes estão assinalados em negrito. A partir de 15 de março de 1971, todos os governadores passaram a tomar posse numa mesma data e ter mandatos de igual duração. Nesta relação não constam os governadores dos territórios federais do Amapá, Fernando de Noronha, Rondônia e Roraima e do Distrito Federal dada a natureza jurídica dos mesmos.
| Relação de estados  | Eleito em 1965   | Escolhido em 1966                 | Escolhido em 1970                             | Escolhido em 1974          | Escolhido em 1978                             | Eleito em 1982       |
| ------------------- | ---------------- | --------------------------------- | --------------------------------------------- | -------------------------- | --------------------------------------------- | -------------------- |
| Acre                |                  | Jorge Kalume                      | Wanderley Dantas                              | Geraldo Mesquita           | Joaquim Macedo                                | Nabor Júnior         |
| Alagoas             | Muniz Falcão     | João Batista Tubino Lamenha Filho | Afrânio Lages                                 | Divaldo Suruagy            | Guilherme Palmeira                            | Divaldo Suruagy      |
| Amazonas            |                  | Danilo Areosa                     | João Walter de Andrade                        | Enoque Reis                | José Lindoso                                  | Gilberto Mestrinho   |
| Bahia               |                  | Luís Viana Filho                  | Antônio Carlos Magalhães                      | Roberto Santos             | Antônio Carlos Magalhães                      | João Durval Carneiro |
| Ceará               |                  | Plácido Castelo                   | César Cals                                    | Adauto Bezerra             | Virgílio Távora                               | Gonzaga Mota         |
| Espírito Santo      |                  | Cristiano Dias Lopes              | Artur Gerhardt                                | Élcio Álvares              | Eurico Resende                                | Gerson Camata        |
| Goiás               | Otávio Lage      |                                   | Leonino Caiado                                | Irapuan Costa Júnior       | Ary Valadão                                   | Iris Rezende         |
| Guanabara           | Negrão de Lima   |                                   | Chagas Freitas                                | [ nota 10 ]                | [ nota 10 ]                                   | [ nota 10 ]          |
| Maranhão            | José Sarney      |                                   | Pedro Santana                                 | Nunes Freire               | João Castelo                                  | Luís Rocha           |
| Mato Grosso         | Pedro Pedrossian |                                   | José Fragelli                                 | José Garcia Neto           | Frederico Campos                              | Júlio Campos         |
| Mato Grosso do Sul  | [ nota 11 ]      | [ nota 11 ]                       | [ nota 11 ]                                   | [ nota 11 ]                | Harry Amorim Marcelo Miranda Pedro Pedrossian | Wilson Martins       |
| Minas Gerais        | Israel Pinheiro  |                                   | Rondon Pacheco                                | Aureliano Chaves           | Francelino Pereira                            | Tancredo Neves       |
| Pará                | Alacid Nunes     |                                   | Fernando Guilhon                              | Aloysio Chaves             | Alacid Nunes                                  | Jader Barbalho       |
| Paraíba             | João Agripino    |                                   | Ernani Sátiro                                 | Ivan Bichara               | Tarcísio Burity                               | Wilson Braga         |
| Paraná              | Paulo Pimentel   |                                   | Haroldo Leon Peres Pedro Parigot Emílio Gomes | Jayme Canet Júnior         | Ney Braga                                     | José Richa           |
| Pernambuco          |                  | Nilo Coelho                       | Eraldo Gueiros                                | Moura Cavalcanti           | Marco Maciel                                  | Roberto Magalhães    |
| Piauí               |                  | Helvídio Nunes                    | Alberto Silva                                 | Dirceu Arcoverde           | Lucídio Portela                               | Hugo Napoleão        |
| Rio de Janeiro      |                  | Jeremias Fontes                   | Raimundo Padilha                              | Faria Lima                 | Chagas Freitas                                | Leonel Brizola       |
| Rio Grande do Norte | Walfredo Gurgel  |                                   | Cortez Pereira                                | Tarcísio Maia              | Lavoisier Maia                                | José Agripino Maia   |
| Rio Grande do Sul   |                  | Peracchi Barcelos                 | Euclides Triches                              | Sinval Guazzelli           | Amaral de Souza                               | Jair Soares          |
| Rondônia            | [ nota 13 ]      | [ nota 13 ]                       | [ nota 13 ]                                   | [ nota 13 ]                | [ nota 13 ]                                   | Jorge Teixeira       |
| Santa Catarina      | Ivo Silveira     |                                   | Colombo Sales                                 | Antônio Carlos Konder Reis | Jorge Bornhausen                              | Esperidião Amin      |
| São Paulo           |                  | Abreu Sodré                       | Laudo Natel                                   | Paulo Egídio Martins       | Paulo Maluf                                   | Franco Montoro       |
| Sergipe             |                  | Lourival Batista                  | Paulo Barreto                                 | José Rollemberg            | Augusto Franco                                | João Alves Filho     |

### Governadores via Justiça Eleitoral
Dentre os nomes apresentados a seguir todos assumiram o poder após disputas judiciais que tiveram fim com a decisão do Tribunal Superior Eleitoral sendo que a cassação dos vitoriosos levou ao poder os candidatos situados em segundo lugar no pleito, exceto pelo caso de Tocantins onde o novo governador foi escolhido pela Assembleia Legislativa pois o governador cassado havia sido eleito em primeiro turno. Com as alterações promovidas em 2015 no Código Eleitoral, casos de impugnação de mandatos pela Justiça Eleitoral terão a eleição direta como regra de resolução, exceto se a vacância do cargo ocorrer a menos de seis meses do fim do mandato.
| Estado    | Governador eleito | Ano da eleição | Cassado em              | Substituto     | Observações              |
| --------- | ----------------- | -------------- | ----------------------- | -------------- | ------------------------ |
| Piauí     | Mão Santa         | 1998           | 6 de novembro de 2001   | Hugo Napoleão  | Não foi reeleito em 2002 |
| Roraima   | Flamarion Portela | 2002           | 8 de novembro de 2004   | Ottomar Pinto  | Reeleito em 2006         |
| Paraíba   | Cássio Cunha Lima | 2006           | 17 de fevereiro de 2009 | José Maranhão  | Não foi reeleito em 2010 |
| Maranhão  | Jackson Lago      | 2006           | 16 de abril de 2009     | Roseana Sarney | Reeleita em 2010         |
| Tocantins | Marcelo Miranda   | 2006           | 8 de setembro de 2009   | Carlos Gaguim  | Não foi reeleito em 2010 |
| Tocantins | Marcelo Miranda   | 2014           | 22 de março de 2018     | Mauro Carlesse | Inelegível até 2022      |

## Senador biônico
O senador biônico era eleito indiretamente, por um Colégio Eleitoral, de acordo com a Emenda Constitucional Número Oito de 14 de abril de 1977 que, outorgada no governo Ernesto Geisel, estendeu o mandato presidencial de cinco para seis anos, aumentou a bancada federal nos estados menos populosos do país de modo a assegurar a maioria governista e manteve as eleições indiretas para governador. Os senadores biônicos foram eleitos em 1 de setembro de 1978 para um mandato de oito anos (1979–1987). A Emenda Constitucional n.º 15, de 19 de novembro de 1980 extinguiu tais figuras, respeitando os mandatos vigentes. Além da fidelidade ao governo, o critério para a escolha desses senadores observou a recondução daqueles que já possuíam mandato ou a escolha de deputados federais para ocuparem as vagas.

### Lista de senadores biônicos
Para efeito de informação foi considerada a extensão do mandato originalmente previsto em lei sendo que dos vinte e dois senadores listados abaixo treze haviam sido eleitos em 1970, sete eram deputados federais eleitos em 1974 e dois estavam sem mandato.
| Bandeira | Estado              | Sigla | Senador escolhido | Partido | Suplentes de senador                          |
| -------- | ------------------- | ----- | ----------------- | ------- | --------------------------------------------- |
|          | Acre                | AC    | José Guiomard     | ARENA   | Altevir Leal Jorge Lavocat                    |
|          | Alagoas             | AL    | Arnon de Melo     | ARENA   | João Lúcio da Silva Carlos Lyra               |
|          | Amazonas            | AM    | Raimundo Parente  | ARENA   | Mendonça Furtado Jair Cavalcante              |
|          | Bahia               | BA    | Jutahy Magalhães  | ARENA   | João da Costa Neto Jairo Maia                 |
|          | Ceará               | CE    | César Cals        | ARENA   | Almir Pinto Francisco Armando Aguiar          |
|          | Espírito Santo      | ES    | João Calmon       | ARENA   | João Athayde Fued Nemer                       |
|          | Goiás               | GO    | Benedito Ferreira | ARENA   | José Caixeta Antônio Ferreira da Silva        |
|          | Maranhão            | MA    | Alexandre Costa   | ARENA   | Miguel Nunes Constantino Castro               |
|          | Mato Grosso         | MT    | Gastão Müller     | ARENA   | Valdon Varjão Marzavão de Siqueira            |
|          | Mato Grosso do Sul  | MS    | Saldanha Derzi    | ARENA   | Waldir Santos Pereira Jorge Elias Zahran      |
|          | Minas Gerais        | MG    | Murilo Badaró     | ARENA   | Morvan Acaiaba Walter Passos                  |
|          | Pará                | PA    | Gabriel Hermes    | ARENA   | Otávio Avertano Raimundo Cunha                |
|          | Paraíba             | PB    | Milton Cabral     | ARENA   | Maurício Leite -                              |
|          | Paraná              | PR    | Afonso Camargo    | ARENA   | Roberto Wypych Amélia Kruschka                |
|          | Pernambuco          | PE    | Aderbal Jurema    | ARENA   | Rubens Costa Urbano Carvalho                  |
|          | Piauí               | PI    | Helvídio Nunes    | ARENA   | Nazareno Araújo Antônio Francisco Vale Mendes |
|          | Rio de Janeiro      | RJ    | Amaral Peixoto    | MDB     | Alberto Lavinas Fernando Abelheira            |
|          | Rio Grande do Norte | RN    | Dinarte Mariz     | ARENA   | Moacir Duarte Luís Maria Alves                |
|          | Rio Grande do Sul   | RS    | Tarso Dutra       | ARENA   | Otávio Cardoso Mário Mondino                  |
|          | Santa Catarina      | SC    | Lenoir Vargas     | ARENA   | Diomício Freitas Arnor Damiani                |
|          | São Paulo           | SP    | Amaral Furlan     | ARENA   | Ferreira Filho Dulce Braga                    |
|          | Sergipe             | SE    | Lourival Batista  | ARENA   | Albano Franco Antônio Souza Ramos             |

## Prefeitos biônicos
Sob o tacão do Regime Militar de 1964, os alcaides das capitais, áreas de segurança nacional e estâncias hidrominerais passaram a ser nomeados pelo Executivo após ratificação da Assembleia Legislativa. Somente a partir das eleições de 1982 é que os partidos de oposição lograram nomear prefeitos em dez capitais de estado. Em 1985 houve eleições em 201 cidades e cujos resultados apontaram uma vitória do PMDB que triunfou em 19 capitais e em 127 cidades ao todo.